# Pastor de Corb

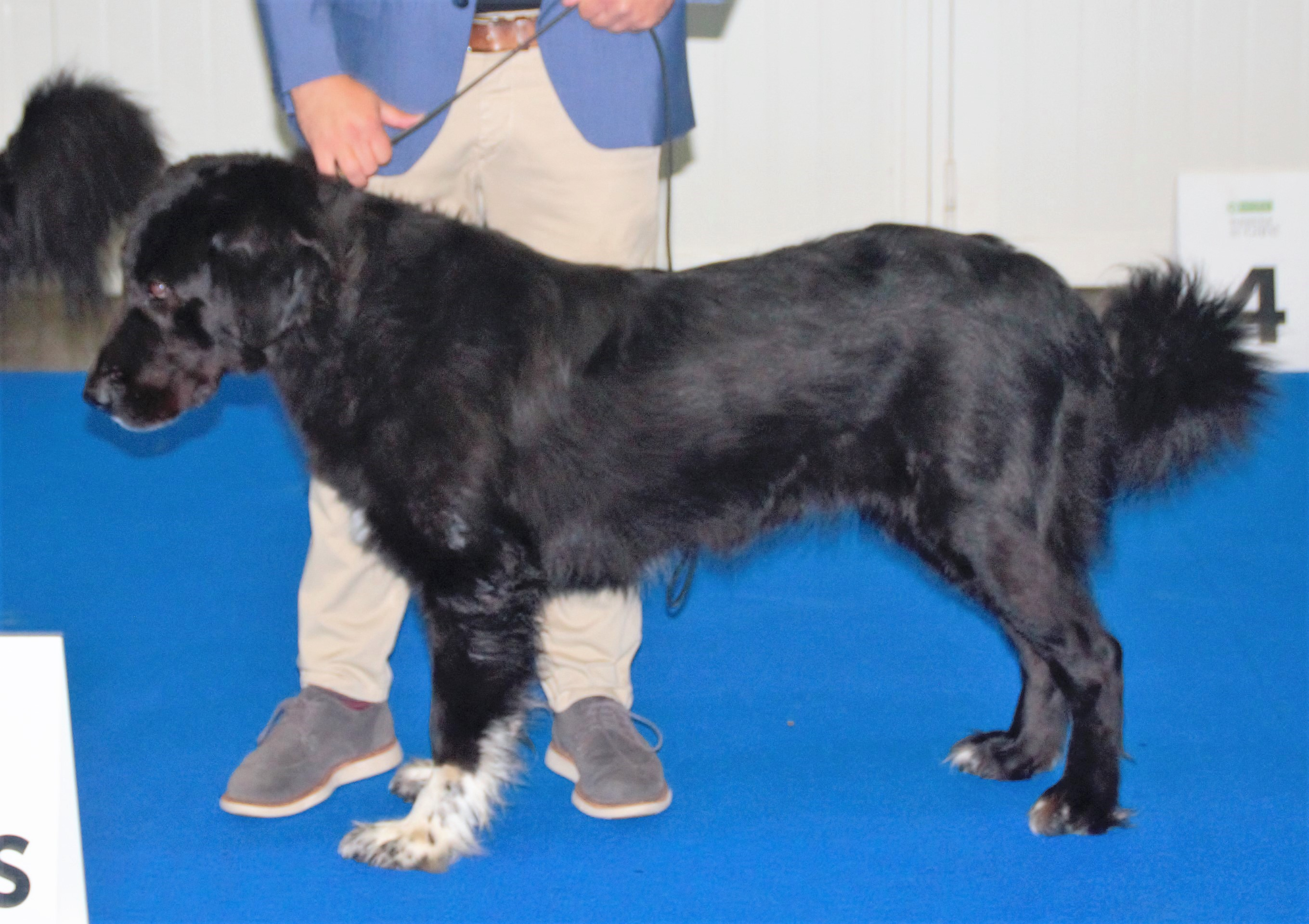
Foto de un Pastor de Corb

El Pastor de Corb es una raza de perro mastín de origen rumano, reconocida por la Asociația Chinologică Română desde el 14 de noviembre de 2008.

## Origen
El origen de la raza se sitúa en la región meridional de los Cárpatos y subcárpatos, en los actuales distritos de Dâmbovița, Argeș, Prahova y Brașov. En estos lugares, los perros de montaña eran muy apreciados y utilizados como perros guardianes tanto como por sus propiedades para guiar un ganado. El nombre "Corb" ("Raven" en inglés) significa cuervo en español y proviene del color negro de su pelaje.

## Descripción
Es un perro de gran tamaño, fuerte, robusto, que impone. Su cuerpo es macizo y rectangular, un poco más largo que alto por poco, con un esqueleto grueso y fuerte y un tórax ancho y alto. La cabeza es fuerte, maciza, sólida, con un hocico cónico y bien desarrollado, un poco más corto que el cráneo, que es combado. Tiene un stop moderado.
Los ojos son pequeños en comparación con la cabeza, con forma de almendra, oblicuos, de color ámbar y pigmento en los párpados. Las orejas tienen forma de V, comenzando algo más altas que el nivel de la cabeza, terminando un poco redondeadas y dobladas.
La altura a la cruz es de 65 a 75 cm en hembras y 70 a 80 cm en machos. Su ladrido es muy potente y puede oírse a grandes distancias.
El cuello es grueso y fuerte. Las uñas son negras o grisáceas. La cola es tupida, cubierta de pelo largo y espeso. Se recoge, cuando está en reposo, este queda flojo con la punta un poco torcida y llega hasta el nivel del corvejón; en alerta se eleva y podría superar el nivel posterior. El pelaje es doble, con una capa inferior, corta y tupida, y una externa, plana, más áspera y tupida. En la cabeza y la parte anterior de las patas es corto y en el cuerpo es abundante. En el cuello, el pelo es más tupido y forma una melena. El color es negro en al menos el 80% del cuerpo con posibles parches de un blanco limpio en el pecho y las piernas. Si se expone mucho tiempo al sol durante el verano, el pelaje adquiere algunos tonos rojizos".